# Karoline Bauer
Karoline Bauer (Heidelberg, 29 maart 1807 - Kilchberg bij Zürich, 18 oktober 1877) was een Duitse actrice en operazangeres.

## Levensloop
Bauer behoorde tot de kleine Duitse adel. Ze was de dochter van ritmeester Henrich Bauer en Christine Stockmar. Haar vader sneuvelde tijdens de slag bij Aspern in 1809 waar Napoleon voor het eerst (tijdelijk) het onderspit moest delven. Met haar moeder kwam ze in 1814 in Karlsruhe wonen. Daar trad ze op als kind-zangeres in muziek van Wolfgang Amadeus Mozart. Ze viel in de smaak en ging zich verder bijscholen als actrice. In december 1822 debuteerde ze als 'Margarete' in het Hofburgtheater in Karlsruhe.
Bevalligheid, natuurlijkheid en persoonlijk talent maakten van haar weldra een echte publiekslieveling. In 1824 werd ze naar het Königsstädtische Theater in Berlijn geroepen en een half jaar later mocht ze aan het Hof optreden. 
Na de korte episode van haar verhouding met prins Leopold van Saksen-Coburg (zie hierna), keerde ze naar het theater terug, ditmaal in Sint-Petersburg. Ze trad vervolgens met succes op in Wenen, Boedapest, Leipzig, Hamburg, Berlijn, Lübeck en andere steden. Ze werd vervolgens vast verbonden aan het Hoftheater in Dresden, waar ze in 1844 afscheid nam van de scène met een optreden in de rol van 'Armand'.
Vanaf haar tijd in Sint-Petersburg en ook later in Duitsland stond ze in scherpe concurrentie in de ogen van het publiek met Charlotte von Hagn, die in Berlijn optrad. De schouwburgfanaten verdeelden zich in twee kampen, de „Hagnianer“ en de „Bauerianer“. 
Toen ze in 1844 het theater verliet was het om, na een paar onsuccesvolle verlovingen, te trouwen met de Poolse graaf en vrijheidsstrijder Ladislaus von Broël-Plater (1808-1889) met wie ze ging wonen in de door hem als Pools nationaal museum ingerichte 'Villa Broëlberg' bij Zürich. Het werd een ongelukkig huwelijk. Ze overleed in 1877, naar men zegt door zelfdoding.

## Publicaties
Tijdens haar lange en waarschijnlijk saaie verblijf in Zwitserland, had Karoline Bauer een zee van tijd om de herinneringen op te tekenen aan haar gloriejaren. Ze kwam hierbij in contact met de Berlijnse uitgever van 'societylektuur' Arnold Wellmer.
Tijdens haar leven gaf hij voor haar uit: 
- Komödiantenfahrten, Berlijn 1875
- Aus meinem Bühnenleben. Erinnerungen von Karolin Bauer. Berlijn 1876-1877 (2 delen).
- Tweeentwintig jaar op de planken: herinneringen uit mijn tooneelleven (vertaling Jacoba van Westrheene), Brouwer, 1876

Na haar dood maakte hij een boek, met de documenten die ze hem had nagelaten:
- Verschlossene Herzengeschichte. Nachgelassene Memoiren. Aus dem Leben einer Verstorbene. Berlin 1878-80 (4 delen) - Heruitgave 2008
- Posthumous memoirs of Caroline Bauer, Remington & Co, Londen, 1884-1885, reprint Kessinger Publishing, 2005 (Google Books)

Hierin kwamen passages voor uit haar dagboek, alsook intieme brieven die ze had geschreven. Er ontstonden publieke controverses en haar weduwnaar stelde een proces in dat jaren zou aanslepen.
Wellmer publiceerde ook nog:
- Karoline Bauer in ihren Briefen, Berlijn, 1878.

## Leopold I van België
Het meest opvallende verhaal in de postume memoires van Karoline Bauer was dat van haar verhouding en, volgens haar, van haar huwelijk met prins Leopold van Saksen Coburg. De wrok die ze tegenover Leopold koesterde was méér dan veertig jaar later zeer levendig gebleven en het verhaal was dan ook bedoeld als een wraakneming, lang nadat alle protagonisten ervan waren overleden.
Ze beschreef hoe hij haar in Berlijn en Potsdam leerde kennen en verliefd op haar werd, omdat ze sprekend op zijn betreurde echtgenote Charlotte geleek. Ze was daarenboven voor hem gemakkelijk te benaderen, want baron Christian Friedrich von Stockmar (1787-1863), de trouwe secretaris en vertrouwensman van de prins, was een neef van haar. Stockmar was trouwens met die relatie allerminst opgezet en poogde Leopold tevergeefs om ze op te geven. Leopold zette echter door en, teruggekeerd in Engeland, nodigde hij Karoline uit om hem daar te vervoegen. Ze kwam er in mei 1829 samen met haar moeder wonen, eerst in een Londense woning bij Regent's Park, vervolgens in een landhuis, Longwood House genaamd, dat Leopold voor haar huurde op enkele km van zijn residentie, Claremont House.
Bauer beschreef hoe ze daar als het ware opgesloten had geleefd en hoe de saaie Leopold elke dag een paar uren bij haar kwam doorbrengen en zij voor hem moest voorlezen. Hij bleek ook zeer zuinig en veel kon ze van hem niet loskrijgen.
Toen kwam de dag waarop ze officieel met hem trouwde. Althans, zo schreef ze het. In haar woning werd een plechtigheid georganiseerd waarop ze met Leopold in de echt werd verbonden, uiteraard binnen een morganatisch huwelijk. Hij verhief haar bij die gelegenheid tot 'gravin Montgomery'. Korte tijd daarop begon de prins zich van haar af te keren. Hem werd de troon van Griekenland voorgespiegeld en dit zou onvermijdelijk een huwelijk vereisen binnen de Gotha. De jonge actrice werd dan ook als een ballast beschouwd en, samen met haar moeder, nog in hetzelfde jaar 1829 met bekwame spoed naar Pruisen teruggestuurd. Het huwelijk zou toen ontbonden zijn geweest.
Toen dit verhaal verscheen, was het al lang 'oud nieuws' want koning Leopold, baron von Stockmar en - uiteraard - Karoline Bauer - waren overleden. De basis was ongetwijfeld juist. Er was een verhouding geweest tussen haar en de prins, ze was hem gevolgd naar Engeland, maar er was na enkele maanden een einde aan de relatie gekomen.
Het huwelijk en de verheffing tot gravin werden sterk ontkend door de zoon van von Stockmar, baron Erich von Stockmar die van zijn vader een gans ander relaas had gekregen over het wedervaren van dit nichtje. Er was wel degelijk een kleine ceremonie geweest, maar die had erin bestaan dat een notaris een akte had laten ondertekenen waarbij Leopold een rente toezegde aan de jonge vrouw. Dit was alles.
Het verhaal van Bauer is sindsdien in de meeste biografieën van Leopold I als waarachtig weergegeven. Gelet op het feit dat Leopold heel wat avonturen had met jonge vrouwen, ook nadat hij koning der Belgen was geworden, leek ook deze verhouding geloofwaardig. 
Von Stockmar junior is echter meer geloofwaardig dan Bauer als hij het huwelijk en de grafelijke titel naar het rijk van de fantasie verwijst. Immers, een huwelijk, kerkelijk of burgerlijk, zou sporen hebben nagelaten in officiële registers, sporen die Leopold niet zomaar had kunnen laten wissen, als hij dat naderhand zou hebben gewild. Had hij een dergelijk huwelijk gesloten dan zou hij zeer onvoorzichtig zijn geweest, want ze zou de royale dotatie die hij jaarlijks van de Britse regering ontving, als prinselijk gemaal van een overleden kroonprinses, in groot gevaar hebben gebracht. Dat alle sporen van dit huwelijk naderhand zogenaamd waren gewist, was onmogelijk. Wat de titel van 'gravin Montgomery' betreft, was het te gemakkelijk er aan voorbij te gaan dat Leopold zelf geen adellijke titels kon verlenen, hoogstens ze kon aanvragen bij de Engelse koning. Had hij dit bekomen, dan zou er ook daarvan een officieel spoor terug te vinden zijn. Er naar zoeken bleef vruchteloos en trouwens, haar ganse leven lang, verwees Bauer geen enkele keer naar die zogenaamde titel, ook niet toen ze jaren later met een echte graaf trouwde. Had Leopold haar een adellijke titel willen verlenen, dan zou hij dat ongetwijfeld in het hertogdom van zijn familie, in Coburg, hebben gedaan, zoals hij het enkele jaren later met succes deed ten voordele van zijn minnares Arcadie Claret en hun twee zoons.

## Rollen
Tijdens haar carrière speelde Karoline Bauer heel wat rollen. Zijn te vermelden:
- Margarethe - Die Hagestolzen (August Wilhelm Iffland)
- Julia - Beschämte Eifersucht (Johanna Franul von Weißenthurn)
- Rosine - Jurist und Bauer (Johann Rautenstrauch)
- Suschen - Der Bräutigam von Mexiko (Heinrich Clauren)
- Preziosa - Preziosa (Pius Alexander Wolff)
- Donna Diana - Donna Diana (Agustin Moreto)
- Julia - Romeo und Julia (William Shakespeare)
- Maria Stuart - Maria Stuart (Friedrich Schiller)
- Prinzessin - Torquato Tasso (Johann Wolfgang von Goethe)
- Armand - Werner (Karl Gutzkow)